# Милица Јанковић
Милица Јанковић (Пожаревац, 23. новембар 1881 — Нишка Бања, 27. јул 1939) била је српска књижевница. Користила је псеудониме: Л. Михајловић, Лепосава Михајловић.

## Биографија
Милица Јанковић је рођена у Пожаревцу, у угледној трговачкој породици - отац јој је био познати пожаревачки трговац Данило Јанковић. Имала је две старије сестре и млађег брата.
Породичне околности у њеном најранијем детињству су биле веома неповољне. Њен отац је претрпео велике финансијске губитке и довео породицу на ивицу егзистенције. То се одразило на брак и довело до његовог развода. Због породичних несугласица, 1884. године, Миличина мајка са њом, њеним сестрама и братом одлази од супруга и враћа се својим родитељима и брату у Велико Градиште, прекидајући све контакте са супругом. Због тога се Милица свог оца готово није ни сећала.
Основну школу је завршила у Великом Градишту, у Београду шест разреда Више женске школе и као ученица Бете и Ристе Вукановић, Сликарску школу (1902), која је у том тренутку била приватна образовна установа. Потом је учитељ вештина у Вишој женској и Учитељској школи у Крагујевцу (1902—1906). Године 1904. је ради стручног усавршавања боравила у Минхену. Научила је руски и француски и преводила је с руског.
У 21. години разболела се од туберкулозе и костобоље. Рат 1914. је затиче у Сплиту на лечењу. Преко Италије и Грчке враћа се у Србију. Окупацију 1915 — 1918. је провела болесна у Врњачкој Бањи и Трстенику. После рата је наставница цртања у Другој женској гимназији у Београду. Лечила се у бањама, на мору и у Паризу (1928). Затим је скоро 20 година била непокретна, везана за постељу. Писала је песме у стиху и прози, приповетке за одрасле, омладину и децу, романе, путописе, скице, пригодне чланке, књижевне и уметничке приказе.

## Дела

### Збирке приповедака
- Исповести (С. Б. Цвијановић, Београд, 1913. - под псеудонимом Л. Михајловић 254 стр.)[2][3]
- Незнани јунаци (Београд, 1919)[4][5]
- Калуђер из Русије (Сарајево, 1919)[6][7]
- Чекање (Београд, 1920)[8][9]
- Наши добротвори (Издато и на Брајевом писму)[10]
- Смрт и живот (Издавачка књижарница Напредак, Београд 1922)[11]
- Плави доброћудни вали (Београд 1929)[12][13]
- Међу зидовима (Београд 1932)[14][15]
- Путем (Геца Кон, Београд, 1932)[16][17]
- Људи из скамије (Српска књижевна задруга, коло XL, књига 270, Београд, 1937. 151 стр.)[18][19]

### Романи
- Пре среће (Књижевни југ, Загреб, 1918. 162 стр.)[20]
- Плава госпођа (Српска књижевна задруга, Београд, 1924. 151 стр.)[21][22]
- Мутна и крвава, (Геца Кон, мек повез, 367 страна, Београд, 1932)[23]; II издање: Београд, Службени гласник 2012.[24][25]

### Приповетке за децу
- Природа и деца (Рад, Београд 1922. 147 стр.) са илустрацијама[26] Милице Чађевић[27]
- Истините приче о деци и за децу (Издање И. Ђ. Ђурђевића, Београд-Сарајево, 1922. 156 стр.)[28][29]
- Приповетке за школску омладину I (Уједињење, Београд,1927)[30]
- Приповетке за школску омладину II (Уједињење, Београд, 1929)
- Зец и миш. Приче о животињама (Српска књижевна задруга, Београд, 1934. са 12 илустрација Бете Вукановић)[31]
- Жута породица и друге приче (Београд, 1935)[32]